# وراپیتیا
وراپیتیا (به لاتین: Werapitiya) یک منطقهٔ مسکونی در سری‌لانکا است که در استان مرکزی (سری‌لانکا) واقع شده‌است.